# Immigration familiale en France
la notion d'immigration familiale concerne l'ensemble des mouvements migratoires familiaux d'étrangers, aussi bien vers une famille étrangère que vers une famille de Français, contrairement à la notion de regroupement familial qui concerne la migration d'étrangers (enfants, conjoint et (ou) ascendant) venus rejoindre une famille étrangère en France.

## Historique de l'immigration en France
Source : 
| Année | Population totale (en milliers) | Nés en France (en milliers) | Nés en France (en milliers) | Nés en France (en milliers) | Nés à l'étranger (en milliers) | Nés à l'étranger (en milliers) | Nés à l'étranger (en milliers) | Total Français (en milliers) | Total immigrés (1) + (2) (en milliers) | Total étrangers (en milliers) |
| Année | Population totale (en milliers) | Français de naissance       | Français par acquisition    | Étrangers                   | Français de naissance          | Français par acquisition (1)   | Étrangers (2)                  | Total Français (en milliers) | Total immigrés (1) + (2) (en milliers) | Total étrangers (en milliers) |
| ----- | ------------------------------- | --------------------------- | --------------------------- | --------------------------- | ------------------------------ | ------------------------------ | ------------------------------ | ---------------------------- | -------------------------------------- | ----------------------------- |
| 1911  | 39 192                          | 37 652                      | 85                          | 218                         | 127                            | 168                            | 942                            |                              | 1 110                                  | 1 160                         |
| 1921  | 38 798                          | 36 847                      | 80                          | 277                         | 164                            | 174                            | 1 255                          |                              | 1 429                                  | 1 532                         |
| 1926  | 40 228                          | 37 384                      | 45                          | 325                         | 187                            | 204                            | 2 084                          |                              | 2 288                                  | 2 409                         |
| 1931  | 41 228                          | 37 937                      | 55                          | 291                         | 216                            | 306                            | 2 423                          |                              | 2 729                                  | 2 714                         |
| 1936  | 41 183                          | 38 220                      | 100                         | 288                         | 248                            | 416                            | 1 910                          |                              | 2 326                                  | 2 198                         |
| 1946  | 39 848                          | 36 908                      | 301                         | 310                         | 343                            | 552                            | 1 434                          | 38 104                       | 1 986                                  | 1 744                         |
| 1954  | 42 781                          | 39 571                      | 295                         | 245                         | 377                            | 773                            | 1 520                          |                              | 2 293                                  | 1 765                         |
| 1962  | 46 456                          | 42 133                      | 336                         | 220                         | 905                            | 931                            | 1 931                          |                              | 2 861                                  | 2 151                         |
| 1968  | 49 756                          | 44 009                      | 297                         | 402                         | 1 766                          | 1 019                          | 2 262                          |                              | 3 281                                  | 2 664                         |
| 1975  | 52 599                          | 45 907                      | 280                         | 667                         | 1 858                          | 1 112                          | 2 775                          | 49 157                       | 3 887                                  | 3 442                         |
| 1982  | 54 296                          | 47 169                      | 254                         | 845                         | 1 991                          | 1 167                          | 2 870                          |                              | 4 037                                  | 3 715                         |
| 1990  | 56 652                          | 49 556                      | 472                         | 739                         | 1 719                          | 1 308                          | 2 858                          | 53 055                       | 4 166                                  | 3 597                         |
| 1999  | 58 520                          | 51 340                      | 800                         | 510                         | 1 560                          | 1 560                          | 2 750                          | 55 260                       | 4 310                                  | 3 260                         |

Note :

Ces statistiques sont à étudier dans le contexte historique : la population des anciennes colonies françaises avant les indépendances n'était considérée ni comme étrangère, ni comme française.

### Nuptialité et mariages mixtes
Chaque année, environ 270 000 mariages sont célébrés en France, dont 8 000 mariages entre étrangers et plus ou moins 45 000 mariages mixtes. De plus, 45 000 mariages sont célébrés à l'étranger, pour la quasi-totalité entre un ressortissant français et un ressortissant étranger, et transcrits sur les registres de l'état civil français. De ce fait, près de 90 000 mariages sur 315 000 (soit plus d'un mariage sur quatre - du moins pour ceux qui sont enregistrés en France) sont des mariages mixtes, et près de 100 000 (soit 30 %) concernent les étrangers. 
La moitié des titres de séjour est délivrée à des ressortissants étrangers de conjoints français (surtout l'autorisation dite Vie privée et familiale). 36 000 acquisitions de la nationalité française ont été prononcées au titre du mariage en 2005, 95 % des demandes étant couronnées de succès. Entre 1999 et 2004, la progression de leur nombre a été de 34 %.

### Natalité de la population étrangère
| Année | Population étrangère | Naissances | Taux de natalité en ‰ |
| ----- | -------------------- | ---------- | --------------------- |
| 1946  | 1 744 000            | 27 552     | 15,80                 |
| 1954  | 1 765 000            | 20 490     | 11,61                 |
| 1962  | 2 151 000            | 35 260     | 16,39                 |
| 1968  | 2 664 000            | 58 236     | 21,86                 |
| 1975  | 3 442 000            | 72 007     | 20,92                 |
| 1982  | 3 715 000            | 86 563     | 23,30                 |
| 1990  | 3 597 000            | 81 364     | 22,62                 |
| 1999  | 3 260 000            | 75 108     | 23,04                 |
| 2004  | 3 510 000            | 92 082     | 26,23                 |
| 2005  |                      | 94 310     |                       |
| 2006  |                      | 98 748     |                       |
| 2007  |                      | 98 791     |                       |
| 2008  | 3 714 505            | 101 520    | 27,33                 |
| 2013  |                      | 114 692    |                       |

Source : Insee. Champ : France métropolitaine
Entre 1946 et 1960, le taux de natalité de la population étrangère est inférieur à celui des Français, parfois largement (comme en 1954). À cette époque, l'immigration féminine est faible et la population étrangère est en grande partie composée de travailleurs masculins isolés. Les choses changent progressivement dans les années 1960 et surtout 1970. Dès 1971, on comptabilise 71 000 naissances de mère étrangère pour moins de 3,2 millions d'étrangers. À partir de 1974, année marquant la fin officielle de l'immigration de travailleurs, ce sont surtout des femmes (et des enfants) qui immigrent au titre du regroupement familial. Ce phénomène entraîne un rythme soutenu de naissances au sein des diverses composantes de l'immigration et ce, malgré la stagnation - et parfois le recul - du nombre des étrangers (1990-1999), surtout due aux naturalisations. On remarque une forte progression des naissances après 1998-1999, liée à une immigration assez soutenue durant cette période. Celle-ci concerne avant tout celle de conjoints étrangers (immigration familiale).
Les données de l'état-civil font état, pour la France métropolitaine :
- d'une légère baisse du nombre de naissances de mère étrangère de 1946 (27 552, soit 3,3 % du nombre total de naissances) à 1955 (19 215 naissances, 2,4 % du total),
- suivie d'une assez forte hausse jusqu'en 1982 (86 563 naissances, 10,9 % du total)
- puis d'une baisse irrégulière jusqu'en 1997 (69 134, 9,5 %)
- et, enfin, d'une nouvelle hausse forte et régulière : (69 134 naissances, 14,7 % du total en 2013.

Pour la France entière, les données étaient 72 346 naissances de mère étrangère, soit 9,6 % du total en 1997 et 118 948 naissances, soit 14,7 % du total en 2013.
Jusqu'au milieu des années 1970, plus de 90 % des enfants de mère étrangère étaient également de père étranger. Depuis, ce pourcentage a fortement baissé jusqu'à 50,1 % en 2010 et 53,1 % en 2013 : en 2013, 63 125 naissances étaient de père et mère tous deux étrangers, soit 7,8 % du total.

### Natalité de la population immigrée
Une personne immigrée peut avoir ou non la nationalité française d'où un taux de natalité différent de celui de la population étrangère. Selon l'Insee, 27,3 % des nouveau-nés en métropole en 2010 ont au moins un parent né à l'étranger, dont 23,9 % un parent né hors de l'Union européenne. Environ 11 % des nouveau-nés ont au moins un parent originaire du Maghreb et 6 % au moins un parent originaire d'Afrique subsaharienne. Les parents nés en France comprennent les parents nés dans les collectivités d'outre-mer (COM).
Si l'on remonte jusqu'aux grands-parents, 40 % des nouveau-nés entre 2006 et 2008 ont au moins un grand-parent né étranger à l’étranger (11 % au moins un grand-parent né dans l'Union Européenne, 16 % au moins un grand-parent né au Maghreb et 13 % au moins un grand-parent né dans une autre région du monde). Parmi eux, 15 % ont quatre grands-parents nés étrangers à l’étranger, 3 % en ont trois, 14 % en ont deux et 8 % ont un seul grand-parent né étranger à l’étranger. Une part importante de ces naissances est donc issue d'unions mixtes. Si l’immigration est de l’Union européenne, pour 75 % des naissances d’un parent immigré ou descendant d’immigré, l’autre parent n’est ni immigré, ni descendant d’immigré ; cette part est de 45 % si elle est d’un pays hors Union européenne.
| Lieu de naissance des parents                        | 1998    | 1999    | 2000    | 2001    | 2002    | 2003    | 2004    | 2005    | 2006    | 2007    | 2008    | 2009    | 2010    | % 2010 |
| Les deux parents nés en France                       | 566 447 | 576 537 | 601 268 | 595 286 | 580 999 | 575 985 | 574 687 | 575 659 | 590 163 | 579 515 | 585 427 | 578 052 | 583 600 | 72,7 % |
| Un parent né en France, un parent né à l'étranger    | 101 511 | 98 687  | 101 498 | 102 013 | 103 930 | 106 677 | 110 258 | 114 090 | 119 159 | 119 587 | 121 845 | 125 058 | 129 025 | 16,1 % |
| Père né dans un pays de l'UE 27, mère née en France  | 13 194  | 12 858  | 13 060  | 12 447  | 11 732  | 11 442  | 10 811  | 10 667  | 10 455  | 10 188  | 9 975   | 9 526   | 9 549   | 1,2 %  |
| Père né hors UE 27, mère née en France               | 44 891  | 43 807  | 45 612  | 46 459  | 47 695  | 49 790  | 52 244  | 54 176  | 56 886  | 56 626  | 57 955  | 60 362  | 62 478  | 7,8 %  |
| Père né en France, mère née dans un pays de l'UE 27  | 13 020  | 12 647  | 12 411  | 11 881  | 11 439  | 11 119  | 10 930  | 10 827  | 10 794  | 10 575  | 10 562  | 10 585  | 10 418  | 1,3 %  |
| Père né en France, mère née hors UE 27               | 30 406  | 29 375  | 30 415  | 31 226  | 33 064  | 34 326  | 36 273  | 38 420  | 41 024  | 42 198  | 43 353  | 44 585  | 46 580  | 5,8 %  |
| Les deux parents nés à l'étranger                    | 70 122  | 69 567  | 72 016  | 73 646  | 76 701  | 78 802  | 82 871  | 84 606  | 87 574  | 86 883  | 88 772  | 90 310  | 89 599  | 11,2 % |
| Deux parents nés dans un pays de l'UE 27             | 6 681   | 6 157   | 5 780   | 5 524   | 5 159   | 5 369   | 5 426   | 5 372   | 5 778   | 5 891   | 6 276   | 6 442   | 6 694   | 0,8 %  |
| Deux parents nés hors UE 27                          | 60 281  | 60 636  | 63 299  | 65 406  | 68 788  | 70 552  | 74 537  | 76 348  | 78 700  | 78 020  | 79 405  | 80 641  | 79 698  | 9,9 %  |
| Père né dans un pays de l'UE 27, mère née hors UE 27 | 1 188   | 1 047   | 1 116   | 1 035   | 1 038   | 1 075   | 1 150   | 1 100   | 1 256   | 1 190   | 1 226   | 1 268   | 1 258   | 0,2 %  |
| Père né hors UE 27, mère née dans un pays de l'UE 27 | 1 972   | 1 727   | 1 821   | 1 681   | 1 716   | 1 806   | 1 758   | 1 786   | 1 840   | 1 782   | 1 865   | 1 959   | 1 949   | 0,2 %  |
| Ensemble des naissances                              | 738 080 | 744 791 | 774 782 | 770 945 | 761 630 | 761 464 | 767 816 | 774 355 | 796 896 | 785 985 | 796 044 | 793 420 | 802 224 | 100 %  |

## Regroupement familial et immigration familiale
La procédure de regroupement familial recouvre différentes situations. Classiquement il s'agit de la migration de la famille restée au pays (essentiellement des femmes, accompagnées ou non d’enfants) qui rejoint un étranger venu travailler en France, souvent avant l'arrêt de l'immigration de travailleurs en 1974. Mais cette procédure recouvre aussi la venue en France de personnes qui se sont mariées avec un migrant venu lui-même en France dans l'enfance dans le cadre de cette procédure et encore de nationalité étrangère, ou même né en France de parents immigrés et resté malgré tout de nationalité étrangère (en 2004, sur 550 000 étrangers nés en France, il y avait 450 000 mineurs, ce qui implique la continuation actuellement et dans les prochaines années de ce type de migration). De ce fait, cela concerne donc aussi des hommes, venus rejoindre en France leur épouse de nationalité non-française.
L'immigration familiale vers une famille de Français concerne essentiellement des conjoints (on l'appelle dès lors souvent "immigration de conjoints de Français") et résulte le plus souvent soit de mariages d’enfants d’immigrés, nés en France et devenus français, avec un étranger du pays d’origine des parents, soit des mariages d'étrangers avec des Français sans ascendance immigrée récente.
Depuis la fin des années 1990, on constate une augmentation continuelle de l'immigration familiale en France, et ceci concernant tant celle du regroupement familial que celle des conjoints de Français.

## Évolution de l'immigration familiale
On peut suivre l'évolution de l'immigration familiale depuis 10 ans en France et au sein des principales communautés d'immigrés grâce aux tableaux fournis par l'INED. 
Le tableau suivant reprend les chiffres de l'immigration permanente légale (les admissions au séjour) des migrants ayant obtenu un premier titre de séjour d'une validité d'au moins un an. L'immigration clandestine n'est donc pas comptabilisée. L'année est celle de l'obtention du titre de séjour en question et nullement celle de l'arrivée réelle en France. Beaucoup d'immigrants sont arrivés lors d'une année précédente, parfois clandestinement, et se sont trouvés un certain temps en séjour irrégulier ; dans ce cas, c'est l'année de la régularisation qui compte.
| Motif d'admission             | Années  | Années  | Années  | Années  | Années  | Années  | Années  | Années  | Années  | Années  | Années  | Années  |
| Motif d'admission             | 1994    | 1995    | 1996    | 1997    | 1998    | 1999    | 2000    | 2001    | 2002    | 2003    | 2004    | 2005    |
| ----------------------------- | ------- | ------- | ------- | ------- | ------- | ------- | ------- | ------- | ------- | ------- | ------- | ------- |
| Total Immigration             | 119.564 | 106.180 | 105.986 | 127.432 | 155.879 | 145.120 | 160.428 | 182.694 | 205.708 | 215.397 | 210.075 | 207.561 |
| Mineurs (1)                   | 15.407  | 10.939  | 10.229  | 10.327  | 16.149  | 15.359  | 14.840  | 16.001  | 17.443  | 17.881  | 19.330  | 16.589  |
| Famille d'étrangers (2)       | 12.007  | 9.685   | 9.696   | 10.674  | 12.885  | 16.060  | 17.232  | 18.362  | 22.103  | 25.023  | 26.065  | 26.540  |
| Famille de Français (3)       | 14.024  | 14.485  | 14.138  | 15.314  | 20.128  | 24.582  | 31.018  | 37.467  | 44.645  | 57.686  | 54.791  | 53.697  |
| Regr. familial (1+2)          | 27.414  | 20.624  | 19.925  | 21.001  | 29.034  | 31.419  | 32.072  | 34.363  | 39.546  | 42.904  | 45.395  | 43.129  |
| Immigration familiale (1+2+3) | 41.438  | 35.109  | 34.063  | 36.315  | 49.162  | 56.001  | 63.090  | 71.830  | 84.191  | 100.590 | 100.186 | 96.826  |
| Étudiants                     | 29.517  | 27.790  | 28.070  | 28.386  | 32.188  | 36.745  | 44.631  | 50.553  | 55.757  | 52.786  | 43.323  | 40.218  |
|                               | 1994    | 1995    | 1996    | 1997    | 1998    | 1999    | 2000    | 2001    | 2002    | 2003    | 2004    | 2005    |

(1) La catégorie des mineurs comprend les mineurs du regroupement familial (y compris les ressortissants de l'EEE) et les enfants de mère réfugiée.
(2) La catégorie « famille d'étranger » reprend les ascendants et (surtout) les conjoints d'étrangers venus les rejoindre en France.
(3) La catégorie « famille de Français » consiste essentiellement en étrangers rejoignant un conjoint de nationalité française résidant en France.
La catégorie des étudiants est mentionnée à titre purement informatif.
Le tableau nous montre que si, de 1994 à 2004, le volume de la migration due au regroupement familial d'étrangers progresse de 65 %, celui de l'immigration des « familles de Français » progresse de pas moins de 290 %, soit un quasi-quadruplement en dix ans. Au total, les migrations familiales, qui comptaient en 1994 pour un peu plus d'un tiers de l'immigration permanente en France, participent en 2003 et 2004 pour près de la moitié à l'immigration globale. Donc, l'immigration familiale connaît une hausse importante en valeur abolue mais aussi en poids relatif. Elle est très nettement devenue le motif d'admission principal des étrangers en France.

## Immigration familiale du Maghreb et de la Turquie
Pour approfondir la composition de cette immigration familiale, il est utile d'étudier l'évolution de la migration familiale maghrébine et turque, au sein de cet ensemble.
Immigration familiale des trois pays du Maghreb et de la Turquie
| Pays             |                         | Années  | Années  | Années  | Années  | Années  | Années  | Années  | Années  | Années  | Années  | Années  | Années  |
| Pays             | 1994                    | 1995    | 1996    | 1997    | 1998    | 1999    | 2000    | 2001    | 2002    | 2003    | 2004    | 2005    |         |
| ---------------- | ----------------------- | ------- | ------- | ------- | ------- | ------- | ------- | ------- | ------- | ------- | ------- | ------- | ------- |
| Imm. France      |                         | 119.564 | 106.180 | 105.986 | 127.432 | 155.879 | 145.120 | 160.428 | 182.694 | 205.708 | 215.397 | 210.075 | 207.561 |
| Maroc            | Mineurs                 | 2.910   | 1.735   | 1.587   | 1.509   | 2.954   | 2.908   | 3.118   | 3.328   | 4.080   | 3.507   | 3.505   | 2.663   |
|                  | Famille d'étranger      | 2.504   | 1.597   | 1.623   | 1.349   | 2.742   | 3.705   | 4.204   | 4.382   | 5.350   | 5.333   | 4.998   | 4.758   |
|                  | Famille de Français     | 1.255   | 1.704   | 1.663   | 2.677   | 3.085   | 4.220   | 6.097   | 7.472   | 8.729   | 10.437  | 10.088  | 8.996   |
|                  | Immigration familiale   | 6.669   | 5.036   | 4.873   | 5.535   | 8.781   | 10.833  | 13.419  | 15.182  | 18.159  | 19.277  | 18.591  | 16.417  |
| Algérie          | Mineurs                 | 1.259   | 1.119   | 1.385   | 1.509   | 3.088   | 2.218   | 1.967   | 1.991   | 2.493   | 2.493   | 2.492   | 1.955   |
|                  | Famille d'étranger      | 1.257   | 1.091   | 1.116   | 1.349   | 1.557   | 1.756   | 1.782   | 2.335   | 3.444   | 4.791   | 5.353   | 5.284   |
|                  | Famille de Français     | 3.485   | 2.576   | 2.058   | 2.677   | 3.214   | 3.350   | 3.482   | 5.482   | 7.812   | 16.177  | 14.997  | 14.243  |
|                  | Immigration familiale   | 6.001   | 4.786   | 4.659   | 5.835   | 7.859   | 7.324   | 7.231   | 9.808   | 13.749  | 23.461  | 22.842  | 21.482  |
| Tunisie          | Mineurs                 | 499     | 344     | 394     | 398     | 751     | 822     | 878     | 964     | 1.246   | 1.625   | 1.622   | 1.228   |
|                  | Famille d'étranger      | 620     | 362     | 385     | 485     | 538     | 675     | 914     | 1.032   | 1.453   | 1.679   | 1.703   | 1.818   |
|                  | Famille de Français     | 607     | 747     | 761     | 887     | 1.137   | 1.477   | 2.385   | 3.212   | 3.652   | 4.591   | 3.866   | 3.652   |
|                  | Immigration familiale   | 1.726   | 1.453   | 1.540   | 1.770   | 2.426   | 2.974   | 4.177   | 5.208   | 6.351   | 7.895   | 7.191   | 6.698   |
| Total Maghreb    | Imm. Totale             | 23.029  | 18.432  | 18.747  | 27.286  | 36.138  | 33.553  | 40.953  | 51.526  | 63.107  | 68.040  | 65.694  | 59.853  |
|                  | Mineurs                 | 4.668   | 3.198   | 3.366   | 3.582   | 6.793   | 5.948   | 5.963   | 6.283   | 7.819   | 7.625   | 7.619   | 5.845   |
|                  | Famille d'étranger      | 4.381   | 3.050   | 3.124   | 3.918   | 4.837   | 6.136   | 6.900   | 7.749   | 10.247  | 11.803  | 12.054  | 11.861  |
|                  | Famille de Français     | 5.347   | 5.027   | 4.482   | 5.530   | 7.436   | 9.047   | 11.964  | 16.166  | 20.193  | 31.205  | 28.951  | 26.890  |
|                  | Immigration familiale   | 14.396  | 11.275  | 10.972  | 13.030  | 19.066  | 21.131  | 24.827  | 30.198  | 38.259  | 50.633  | 48.624  | 44.596  |
| Turquie          | Imm. totale             | 4.456   | 3.337   | 3.165   | 4.543   | 5.723   | 5.153   | 5.814   | 6.219   | 7.706   | 7.545   | 7.701   | 8.342   |
|                  | Mineurs                 | 1.359   | 941     | 662     | 811     | 1.020   | 892     | 1.071   | 933     | 1.092   | 1.226   | 1.281   | 1.229   |
|                  | Famille d'étranger      | 1.615   | 1.157   | 1.219   | 1.499   | 1.654   | 1.784   | 1.734   | 1.780   | 2.010   | 1.750   | 1.590   | 2.102   |
|                  | Famille de Français     | 258     | 352     | 382     | 525     | 1.056   | 1.449   | 1.750   | 2.115   | 2.973   | 2.906   | 2.812   | 2.834   |
|                  | Immigration familiale   | 3.232   | 2.450   | 2.263   | 2.835   | 3.730   | 4.125   | 4.555   | 4.828   | 6.075   | 5.882   | 5.683   | 6.165   |
| Total des 4 pays | (Immigration familiale) | 17.628  | 13.745  | 13.335  | 15.865  | 22.796  | 25.256  | 29.382  | 35.026  | 44.334  | 56.515  | 54.307  | 50.761  |
| Total en France  | (Immigration familiale) | 41.438  | 35.109  | 34.063  | 36.315  | 49.162  | 56.001  | 63.090  | 71.830  | 84.191  | 100.590 | 100.186 | 92.860  |
|                  |                         | 1994    | 1995    | 1996    | 1997    | 1998    | 1999    | 2000    | 2001    | 2002    | 2003    | 2004    | 2005    |

Après avoir connu une pause vers 1995-1996, l'immigration familiale de ces quatre pays a repris de plus belle. Elle a même parfois explosé (comme la Tunisie et l'Algérie de 1997 à 2003 ou encore les "conjoints de Français" turcs et tunisiens tout au long de la période). Ces pays représentent, au cours des dernières décennies, les plus gros contributeurs de tradition musulmane à l'immigration en France. Les chiffres de 2004 et 2005 montrent cependant une légère régression par rapport à ceux de 2003.
Pour chacun de ces pays, soulignons la montée impressionnante de la catégorie « famille de 
Français », constituée essentiellement d'époux et épouses de citoyens et citoyennes de nationalité française. 
L'immigration turque s'est montrée moins dynamique que l'immigration maghrébine, sans doute à la suite de la faiblesse des liens historiques et culturels entre les deux pays. Mais alors qu'en 1994, elle était principalement constituée de membres de familles d'étrangers (regroupement familial), en 2004 elle apparait principalement liée aux mariages entre conjoints turcs et français. La raison en est que la formation en France de la communauté turque s'est faite plus tardivement que les communautés maghrébine (années 1970). Les enfants nés en France dans les premières familles turques immigrées n'avaient pas encore atteint l'âge pour contracter mariage en 1994. Dix années plus tard, c'est chose faite dans bien des cas, et beaucoup de ces ex-jeunes turcs devenus français par acquisition se choisissent désormais un conjoint dans le pays d'origine de leurs parents. L'autre cause importante est la forte hausse de mariages entre femmes françaises et hommes turcs, mise en relief par l'important déséquilibre des sexes au niveau de la catégorie « famille de Français ». Il est à noter qu'en 2004, l'immigration familiale représentait 74 % de l'immigration turque totale, exactement le même pourcentage qu'au sein de l'immigration maghrébine.
Au total, l'immigration familiale des « quatre pays », qui comptait pour moins de 40 % de l'immigration familiale totale en France en 1996, avait quadruplé en huit ans et représentait 54 % de celle-ci en 2004.
Concernant le nombre de familles impliquées (soit reconstituées, soit nouvellement créées), on peut prendre une base minimale de 80 % d'époux(ses) dans la catégorie « famille d'étranger » (le reste étant constitué d'ascendants), et de 80 % d'époux(ses) dans celle de « famille de Français » . Ce qui signifierait, pour ces « quatre pays » au moins 35 000 familles concernées en 2004, et vraisemblablement plus. Rappelons qu'en 2003, il y avait eu un total de 275 963 mariages en France (remariages inclus), et 278 600 en 2004. 
Dans son rapport annuel de 2004, la DPM souligne le fait que 8 000 actes de mariages entre Français(e) et étranger(ère)s ont été transcrits en Algérie, 8 000 au Maroc et 3 000 en Tunisie, pour l'année 2004. Concernant la Turquie, on en a compté 2 700. Pour chacun de ces quatre pays, la progression annuelle moyenne sur la période 1995-2004 dépassait 17 %, contre 2,6 % pour le reste du monde.

### Répartition par âge et sexe
| Pays      | Groupes d'âges des immigrants maghrébins et turcs en 2004 | Groupes d'âges des immigrants maghrébins et turcs en 2004 | Groupes d'âges des immigrants maghrébins et turcs en 2004 | Groupes d'âges des immigrants maghrébins et turcs en 2004 | Groupes d'âges des immigrants maghrébins et turcs en 2004 | Groupes d'âges des immigrants maghrébins et turcs en 2004 | Groupes d'âges des immigrants maghrébins et turcs en 2004 | Groupes d'âges des immigrants maghrébins et turcs en 2004 | Groupes d'âges des immigrants maghrébins et turcs en 2004 | Tous groupes |
| Pays      | de 0 à 17                                                 | de 18 à 19                                                | de 20 à 24                                                | de 25 à 29                                                | de 30 à 34                                                | de 35 à 39                                                | de 40 à 49                                                | de 50 à 59                                                | + de 60                                                   | Tous groupes |
| --------- | --------------------------------------------------------- | --------------------------------------------------------- | --------------------------------------------------------- | --------------------------------------------------------- | --------------------------------------------------------- | --------------------------------------------------------- | --------------------------------------------------------- | --------------------------------------------------------- | --------------------------------------------------------- | ------------ |
| Algérie   | 2.493                                                     | 464                                                       | 3.597                                                     | 7.488                                                     | 6.167                                                     | 4.019                                                     | 3.387                                                     | 1.493                                                     | 2.737                                                     | 31.845       |
| -- hommes | 1.268                                                     | 202                                                       | 1.436                                                     | 4.403                                                     | 4.074                                                     | 2.432                                                     | 1.883                                                     | 586                                                       | 1.795                                                     | 18.079       |
| -- femmes | 1.225                                                     | 262                                                       | 2.161                                                     | 3.085                                                     | 2.093                                                     | 1.587                                                     | 1.504                                                     | 907                                                       | 942                                                       | 13.766       |
| Maroc     | 3.505                                                     | 1.940                                                     | 4.852                                                     | 4.609                                                     | 3.459                                                     | 2.174                                                     | 1.712                                                     | 753                                                       | 1.012                                                     | 24.016       |
| -- hommes | 1.907                                                     | 968                                                       | 2.076                                                     | 2.655                                                     | 2.103                                                     | 1.117                                                     | 668                                                       | 197                                                       | 560                                                       | 12.251       |
| -- femmes | 1.598                                                     | 972                                                       | 2.776                                                     | 1.954                                                     | 1.356                                                     | 1.057                                                     | 1.044                                                     | 556                                                       | 452                                                       | 11.765       |
| Tunisie   | 1.622                                                     | 462                                                       | 2.016                                                     | 2.539                                                     | 1.436                                                     | 706                                                       | 595                                                       | 234                                                       | 227                                                       | 9.837        |
| -- hommes | 872                                                       | 244                                                       | 1.158                                                     | 1.770                                                     | 1.072                                                     | 460                                                       | 294                                                       | 57                                                        | 108                                                       | 6.035        |
| -- femmes | 750                                                       | 218                                                       | 858                                                       | 769                                                       | 364                                                       | 246                                                       | 301                                                       | 177                                                       | 119                                                       | 3.802        |
| Maghreb   | 7.620                                                     | 2.866                                                     | 10.465                                                    | 14.636                                                    | 11.062                                                    | 6.899                                                     | 5.694                                                     | 2.480                                                     | 3.976                                                     | 65.698       |
| -- hommes | 4.047                                                     | 1.414                                                     | 4.670                                                     | 8.828                                                     | 7.249                                                     | 4.009                                                     | 2.845                                                     | 840                                                       | 2.463                                                     | 36.365       |
| -- femmes | 3.573                                                     | 1.452                                                     | 5.795                                                     | 5.808                                                     | 3.813                                                     | 2.890                                                     | 2.849                                                     | 1.640                                                     | 1.513                                                     | 29.333       |
| Turquie   | 1.282                                                     | 413                                                       | 2.089                                                     | 1.767                                                     | 934                                                       | 520                                                       | 514                                                       | 109                                                       | 74                                                        | 7.702        |
| -- hommes | 728                                                       | 130                                                       | 1.095                                                     | 1.327                                                     | 676                                                       | 353                                                       | 291                                                       | 46                                                        | 28                                                        | 4.674        |
| -- femmes | 554                                                       | 283                                                       | 994                                                       | 440                                                       | 258                                                       | 167                                                       | 223                                                       | 63                                                        | 46                                                        | 3.028        |

La population immigrée turque présente deux caractéristiques très nettes : d'abord, la surmasculinité importante (voir ci-après) ; ensuite, l'extrême jeunesse de la population féminine. Sur 3 028 immigrantes de l'année 2004, 2 529 avaient moins de 35 ans, soit 83,5 % d'entre elles. Les femmes de 18 à 35 ans représentaient quant à elles 65 % de l'ensemble. Ce dernier record n'est dépassé que par les femmes originaires d'Afrique subsaharienne.

### Surmasculinité des immigrants tunisiens et turcs
On constate une proportion élevée d'hommes au sein de la catégorie « famille de Français », tant au sein de l'immigration tunisienne que turque. Pour ce dernier pays, des études ont démontré qu'une grande partie des mariages entre Turcs et Françaises concernaient une femme française sans aucune ascendance liée à l'immigration. 
Surmasculinité des « familles de Français » tunisiens et turcs : 
| Pays    | Sexe   | Années | Années | Années | Années | Années | Années |
| Pays    | Sexe   | 2000   | 2001   | 2002   | 2003   | 2004   | 2005   |
| ------- | ------ | ------ | ------ | ------ | ------ | ------ | ------ |
| Turquie | Hommes | 1.250  | 1.553  | 2.134  | 2.079  | 1.958  | 1.965  |
|         | Femmes | 501    | 561    | 839    | 828    | 854    | 870    |
| Tunisie | Hommes | 1.889  | 2.575  | 2.951  | 3.682  | 2.850  | 2.636  |
|         | Femmes | 496    | 636    | 701    | 909    | 1.017  | 1.016  |
| Algérie | Hommes | 1.917  | 3.109  | 4.460  | 9.945  | 8.699  | 8.002  |
|         | Femmes | 1.565  | 2.373  | 3.352  | 6.232  | 6.297  | 6.241  |
| Maroc   | Hommes | 3.489  | 4.417  | 4.941  | 6.015  | 5.401  | 4.679  |
|         | Femmes | 2.608  | 3.055  | 3.788  | 4.421  | 4.687  | 4.317  |

Alors que l'immigration de type « famille de Français » , est assez équilibrée du point de vue des sexes au sein de l'immigration marocaine et algérienne, la forte surmasculinité parmi les migrants tunisiens et turcs est particulièrement frappante.

## Immigration familiale déclarée de l'Europe hors Turquie
Trois exemples typiques : d'une part, le Portugal et le Royaume-Uni dont l'immigration, déjà ancienne, est bien représentative de celles des anciens pays de l'Union européenne du sud et du nord (Europe dite "des 15") ; et d'autre part, l'immigration russe, fort récente et typique de celles des pays d'Europe de l'est.
Les ressortissants des pays de l'espace Schengen bénéficient de la liberté de circulation entre les États, et n'ont plus l'obligation de déclarer leurs mouvements depuis 2004 : c'est le cas du Portugal et du Royaume-Uni, mais pas de la Russie.
Immigration familiale de l'Europe hors Turquie, du Portugal, du Royaume-Uni et de la Russie
|                    |                       | Années  | Années  | Années  | Années  | Années  | Années  | Années  | Années  | Années  | Années  | Années  |
| 1994               | 1995                  | 1996    | 1997    | 1998    | 1999    | 2000    | 2001    | 2002    | 2003    | 2004    |         |         |
| ------------------ | --------------------- | ------- | ------- | ------- | ------- | ------- | ------- | ------- | ------- | ------- | ------- | ------- |
| Immigration France |                       | 119.564 | 106.180 | 105.986 | 127.432 | 155.879 | 145.120 | 160.428 | 182.694 | 205.708 | 215.397 | 210.075 |
| Europe             | Imm. totale           | 56.760  | 52.343  | 51.047  | 49.689  | 53.599  | 56.042  | 56.098  | 57.791  | 59.274  | 60.252  | 56.890  |
|                    | dont Mineurs          | 5.138   | 4.008   | 3.657   | 3.282   | 3.635   | 3.533   | 3.580   | 3.802   | 3.900   | 4.128   | 5.370   |
|                    | Famille d'étranger    | 4.280   | 4.076   | 3.989   | 3.569   | 3.673   | 3.991   | 4.177   | 4.422   | 4.525   | 4.905   | 4.700   |
|                    | Famille de Français   | 4.167   | 4.238   | 4.196   | 4.184   | 4.309   | 4.558   | 4.920   | 4.995   | 5.182   | 5.358   | 4.597   |
|                    | Immigration familiale | 13.585  | 12.322  | 11.842  | 11.035  | 11.517  | 12.082  | 12.677  | 13.219  | 13.607  | 14.391  | 14.667  |
| Portugal           | Imm. totale           | 9.124   | 8.442   | 7.522   | 6.327   | 5.899   | 5.657   | 6.530   | 6.736   | 6.601   | 7.791   | ND      |
|                    | dont Mineurs          | 1.245   | 1.032   | 843     | 617     | 540     | 493     | 571     | 609     | 619     | 888     | ND      |
|                    | Famille d'étranger    | 1.847   | 1.621   | 1.504   | 1.171   | 977     | 860     | 950     | 1.011   | 882     | 1.105   | ND      |
|                    | Famille de Français   | 333     | 343     | 302     | 306     | 272     | 257     | 232     | 202     | 182     | 182     | ND      |
|                    | Imm. familiale        | 3.425   | 2.996   | 2.649   | 2.094   | 1.789   | 1.610   | 1.753   | 1.822   | 1.683   | 2.175   | ND      |
| Roy.Uni            | Imm. totale           | 9.267   | 8.077   | 8.021   | 7.500   | 7.712   | 7.437   | 7.850   | 8.335   | 9.444   | 10.834  | ND      |
|                    | dont Mineurs          | 710     | 542     | 634     | 507     | 559     | 463     | 533     | 657     | 654     | 764     | ND      |
|                    | Famille d'étranger    | 440     | 447     | 525     | 484     | 491     | 508     | 607     | 675     | 863     | 908     | ND      |
|                    | Famille de Français   | 459     | 417     | 381     | 397     | 336     | 291     | 369     | 370     | 351     | 357     | ND      |
|                    | Imm. familiale        | 1.609   | 1.406   | 1.540   | 1.388   | 1.386   | 1.262   | 1.509   | 1.702   | 1.868   | 2.029   | ND      |
| Russie             | Imm. totale           | 1.046   | 1.003   | 1.040   | 1.026   | 1.220   | 1.574   | 1.827   | 2.078   | 2.495   | 3.222   | 4.148   |
|                    | dont Mineurs          | 92      | 49      | 44      | 67      | 91      | 92      | 98      | 103     | 229     | 347     | 591     |
|                    | Famille d'étranger    | 29      | 27      | 32      | 36      | 55      | 84      | 112     | 116     | 145     | 166     | 198     |
|                    | Famille de Français   | 177     | 200     | 212     | 186     | 287     | 406     | 476     | 562     | 618     | 732     | 743     |
|                    | Imm. familiale        | 298     | 276     | 288     | 289     | 433     | 582     | 686     | 781     | 992     | 1.245   | 1.532   |
|                    |                       | 1994    | 1995    | 1996    | 1997    | 1998    | 1999    | 2000    | 2001    | 2002    | 2003    | 2004    |

Il apparait que l'immigration d'origine européenne stagne tout au long de ces dix années, et ne comporte qu'une part minimale (20 à 25 %) d'immigration de type familial. Cependant, des différences importantes s'observent au niveau des composantes occidentales et orientales de la migration. Le dynamisme de la récente immigration russe en est le témoin, celle-ci quadruplant en dix ans.

## L'immigration familiale d'origine subsaharienne
| Pays                  | Type                  | Années | Années | Années | Années | Années | Années | Années | Années | Années | Années  | Années  |
| Pays                  | Type                  | 1994   | 1995   | 1996   | 1997   | 1998   | 1999   | 2000   | 2001   | 2002   | 2003    | 2004    |
| --------------------- | --------------------- | ------ | ------ | ------ | ------ | ------ | ------ | ------ | ------ | ------ | ------- | ------- |
| Immigration Afrique   | Imm. totale           | 34.748 | 28.610 | 29.343 | 46.614 | 64.884 | 54.007 | 64.181 | 78.754 | 94.317 | 101.657 | 100.567 |
|                       | dont Mineurs          | 6.174  | 4.184  | 4.184  | 4.432  | 9.246  | 8.151  | 7.652  | 8.145  | 9.958  | 9.934   | 9.903   |
|                       | Famille d'étranger    | 5.096  | 3.549  | 3.610  | 4.581  | 6.150  | 8.296  | 9.133  | 10.000 | 13.029 | 15.177  | 15.945  |
|                       | Famille de Français   | 7.416  | 7.370  | 6.871  | 7.961  | 11.101 | 13.987 | 18.469 | 24.073 | 29.562 | 42.158  | 40.130  |
|                       | Immigration familiale | 18.686 | 15.103 | 14.655 | 16.974 | 26.497 | 30.434 | 35.254 | 42.218 | 52.549 | 67.269  | 65.978  |
| dont Maghreb          | Imm. totale           | 23.029 | 18.432 | 18.747 | 27.286 | 36.138 | 33.553 | 40.953 | 51.526 | 63.107 | 68.040  | 65.694  |
|                       | Immigration familiale | 14.396 | 11.275 | 10.972 | 13.030 | 19.066 | 21.131 | 24.827 | 30.198 | 38.259 | 50.633  | 48.624  |
| Afrique subsaharienne | Imm. totale           | 11.719 | 10.178 | 10.596 | 19.328 | 28.746 | 20.454 | 23.228 | 27.228 | 31.210 | 33.617  | 34.873  |
|                       | Mineurs               | 1.506  | 986    | 818    | 850    | 2.453  | 2.203  | 1.689  | 1.862  | 2.139  | 2.309   | 2.284   |
|                       | Famille d'étranger    | 715    | 499    | 486    | 663    | 1.313  | 2.160  | 2.233  | 2.251  | 2.782  | 3.374   | 3.891   |
|                       | Famille de Français   | 2.069  | 2.343  | 2.389  | 2.431  | 3.665  | 4.940  | 6.505  | 7.907  | 9.369  | 10.953  | 11.179  |
|                       | Immigration familiale | 4.290  | 3.828  | 3.683  | 3.944  | 7.431  | 9.303  | 10.427 | 12.020 | 14.290 | 16.636  | 17.354  |
|                       |                       | 1994   | 1995   | 1996   | 1997   | 1998   | 1999   | 2000   | 2001   | 2002   | 2003    | 2004    |

### Répartition par âge
L'INED nous fournit une ventilation par pays et par groupe d'âges, mais aussi par sexe de l'immigration étrangère durant l'année 2004.
| Pays                  | Groupes d'âges des immigrants africains en 2004 | Groupes d'âges des immigrants africains en 2004 | Groupes d'âges des immigrants africains en 2004 | Groupes d'âges des immigrants africains en 2004 | Groupes d'âges des immigrants africains en 2004 | Groupes d'âges des immigrants africains en 2004 | Groupes d'âges des immigrants africains en 2004 | Groupes d'âges des immigrants africains en 2004 | Groupes d'âges des immigrants africains en 2004 | Tous groupes |
| Pays                  | de 0 à 17                                       | de 18 à 19                                      | de 20 à 24                                      | de 25 à 29                                      | de 30 à 34                                      | de 35 à 39                                      | de 40 à 49                                      | de 50 à 59                                      | + de 60                                         | Tous groupes |
| --------------------- | ----------------------------------------------- | ----------------------------------------------- | ----------------------------------------------- | ----------------------------------------------- | ----------------------------------------------- | ----------------------------------------------- | ----------------------------------------------- | ----------------------------------------------- | ----------------------------------------------- | ------------ |
| Afrique               | 9.902                                           | 4.591                                           | 16.769                                          | 22.362                                          | 17.835                                          | 11.460                                          | 9.376                                           | 3.447                                           | 4.825                                           | 100.567      |
| -- hommes             | 5.188                                           | 2.219                                           | 7.588                                           | 12.299                                          | 10.592                                          | 6.596                                           | 5.012                                           | 1.271                                           | 2.788                                           | 53.553       |
| -- femmes             | 4.714                                           | 2.372                                           | 9.181                                           | 10.063                                          | 7.243                                           | 4.864                                           | 4.364                                           | 2.176                                           | 2.037                                           | 47.014       |
| Maghreb               | 7.620                                           | 2.866                                           | 10.465                                          | 14.636                                          | 11.062                                          | 6.899                                           | 5.694                                           | 2.480                                           | 3.976                                           | 65.698       |
| -- hommes             | 4.047                                           | 1.414                                           | 4.670                                           | 8.828                                           | 7.249                                           | 4.009                                           | 2.845                                           | 840                                             | 2.463                                           | 36.365       |
| -- femmes             | 3.573                                           | 1.452                                           | 5.795                                           | 5.808                                           | 3.813                                           | 2.890                                           | 2.849                                           | 1.640                                           | 1.513                                           | 29.333       |
| Afrique subsaharienne | 2.282                                           | 1.725                                           | 6.304                                           | 7.726                                           | 6.773                                           | 4.561                                           | 3.682                                           | 967                                             | 849                                             | 34.869       |
| -- hommes             | 1.141                                           | 805                                             | 2.918                                           | 3.471                                           | 3.343                                           | 2.587                                           | 2.167                                           | 431                                             | 325                                             | 17.188       |
| -- femmes             | 1.141                                           | 920                                             | 3.386                                           | 4.255                                           | 3.430                                           | 1.974                                           | 1.515                                           | 536                                             | 524                                             | 17.681       |

La population féminine immigrée d'origine subsaharienne se caractérise par son extrême jeunesse ; c'est la population immigrée la plus jeune de France. Les femmes de 18 à 34 ans constituent 67,8 % du total de l'effectif féminin, alors qu'elles ne forment « que » 57,5 % des immigrantes maghrébines.

### Répartition par sexe
On constate une proportion élevée de femmes au sein de la catégorie « famille de Français » parmi les immigrés des principaux pays d'Afrique noire de tradition non ou peu musulmane. Par contre c'est l'inverse au Mali.
Répartition par sexe des « familles de Français » de quelques pays d'Afrique noire :
| Pays          | Sexe   | Années | Années | Années | Années | Années | Années | Années | Années | Années | Années |
| Pays          | Sexe   | 1997   | 1998   | 1999   | 2000   | 2001   | 2002   | 2003   | 2004   | 2005   | 2006   |
| ------------- | ------ | ------ | ------ | ------ | ------ | ------ | ------ | ------ | ------ | ------ | ------ |
| Cameroun      | Hommes | 55     | 84     | 132    | 186    | 269    | 362    | 472    | 507    | 566    |        |
|               | Femmes | 172    | 286    | 415    | 709    | 958    | 1.147  | 1.344  | 1.514  | 1.676  |        |
| Côte-d'Ivoire | Hommes | 85     | 147    | 197    | 269    | 361    | 474    | 592    | 612    | 591    |        |
|               | Femmes | 163    | 288    | 409    | 587    | 746    | 918    | 1.128  | 1.192  | 1.168  |        |
| Madagascar    | Hommes | 43     | 50     | 71     | 96     | 112    | 125    | 154    | 143    | n c    |        |
|               | Femmes | 292    | 384    | 140    | 641    | 684    | 768    | 808    | 719    | 759    |        |
| Congo         | Hommes | 59     | 114    | 167    | 186    | 258    | 313    | 332    | 323    | 327    |        |
|               | Femmes | 89     | 115    | 183    | 209    | 294    | 477    | 522    | 518    | 609    |        |
| Mali          | Hommes | 38     | 56     | 107    | 157    | 191    | 283    | 408    | 457    | 532    |        |
|               | Femmes | 47     | 94     | 140    | 134    | 162    | 165    | 265    | 279    | 329    |        |

Un excédent de femmes apparaît nettement pour le Cameroun, la Côte-d'Ivoire et Madagascar. Il s'agit, en partie, d'une arrivée de femmes ou de filles d'hommes naturalisés parmi ces communautés étrangères qui, actuellement, font venir du pays leur femme ou une femme en vue de fonder une famille. Mais cela n'explique pas tout. En faisant le compte, il y a désormais une arrivée de femmes en surnombre : ce sont essentiellement des femmes épousant un Français sans lien récent avec l'immigration et résidant en France. Ce phénomène a été souligné notamment en Bretagne et dans les Pays de la Loire. On remarque particulièrement la croissance très rapide et continue de la migration des femmes du Cameroun et de la Côte d'Ivoire. Pour le Mali, c'est plutôt d'un excédent d'hommes qu'il s'agit ces dernières années, ce en quoi le pays rejoint la moyenne des pays de tradition musulmane.
Ce nombre de femmes excédentaire se traduit par un plus grand nombre de mères de nouveau-nés que de pères de nouveau-nés. Ainsi pour l'année 2006, nous avons les chiffres de naissances suivants : 
| Nationalité du parent | Nombre de ressortissants au 1-1-2005 | Naissances en 2006        | Naissances en 2006       |
| Nationalité du parent | Nombre de ressortissants au 1-1-2005 | Nombre de nouvelles mères | Nombre de nouveaux pères |
| --------------------- | ------------------------------------ | ------------------------- | ------------------------ |
| Camerounaise          | 34 000                               | 2 243                     | 1 397                    |
| Ivoirienne            | 38 000                               | 2 485                     | 1 949                    |
| Malgache              | * N.C.                               | 898                       | 456                      |
| Congolaise            | 42 000                               | 4 152                     | 3 664                    |
| Malienne              | 57 000                               | 3 232                     | 3 454                    |

- N.C. = non connu. Les estimations de 2005 concernant le nombre de Malgaches en France n'ont pas été publiés par l'INSEE. À titre d'information, en janvier 1999, on avait recensé 28 272 immigrés malgaches, dont seulement 9 871 avaient conservé leur nationalité d'origine, les autres étant devenus Français[19].

Les chiffres sont assez clairs. Pour le Cameroun et Madagascar, la migration beaucoup plus importantes de femmes que d'hommes occasionne presque deux fois plus de femmes que d'hommes parents de nouveau-nés en 2006. Pour la Côte-d'Ivoire ce sont 20 % de mères excédentaires et pour le Congo environ 12 %. Et cela implique un important pourcentage d'unions mixtes franco-africaines entre femme africaine et homme français, au moins pour les communautés camerounaise, malgache et ivoirienne. Pour le Congo, les chiffres sont moins flagrants, mais impliquent un certain nombre d'union entre Africaines et Français non liés au pays de leur compagne. Par contre pour le Mali, la situation est inverse, mais le faible écart entre pères et mères de cette nationalité ne permet de tirer aucune conclusion.
Notons enfin que sur 796.000 naissances enregistrées en 2006 en France, ce phénomène d'enfants nés d'unions mixtes franco-africaines reste encore marginal.

### Naissances de mère étrangère originaire d'Afrique subsaharienne
Les immigrés natifs d’Afrique subsaharienne étaient au nombre de 570 000 à la mi-2004 (en augmentation de 45 % par rapport à 1999) et de 582 000 au 1er janvier 2005. Parmi eux, sept sur dix viennent d’un pays anciennement sous administration française. Quant aux étrangers originaires de ces mêmes pays, ils étaient 276 387 au 31 décembre 2000, mineurs non compris (187.749 en Île-de-France,  début 1999, mineurs inclus). 
| Années | Naissances de mère étrangère | Naissances de mère étrangère |
| Années | Total France métropolitaine  | Afrique subsaharienne        |
| ------ | ---------------------------- | ---------------------------- |
| 1977   | 75.509                       | 3.845                        |
| 1978   | 75.969                       | 4.198                        |
| 1979   | 77.625                       | 4.795                        |
| 1980   | 81.291                       | 5.526                        |
| 1981   | 84.899                       | 6.423                        |
| 1982   | 86.563                       | 7.452                        |
| 1983   | 85.236                       | 8.928                        |
| 1984   | 84.848                       | 9.492                        |
| 1985   | 82.801                       | 10.162                       |
| 1986   | 80.874                       | 10.790                       |
| 1987   | 75.805                       | 10.915                       |
| 1988   | 80.526                       | 11.624                       |
| 1989   | 79.781                       | 12.065                       |
| 1990   | 81.364                       | 12.746                       |
| 1991   | 81.078                       | 13.282                       |
| 1992   | 80.518                       | 13.353                       |
| 1993   | 78.610                       | 13.616                       |
| 1994   | 75.250                       | 12.978                       |
| 1995   | 73.575                       | 12.804                       |
| 1996   | 70.403                       | 12.424                       |
| 1997   | 69.134                       | 12.439                       |
| 1998   | 72.822                       | 13.537                       |
| 1999   | 75.108                       | 14.861                       |
| 2000   | 78.060                       | 16.153                       |
| 2001   | 81.579                       | 17.883                       |
| 2002   | 85.650                       | 19.128                       |
| 2003   | 87.675                       | 20.013                       |
| 2004   | 92.082                       | 21.452                       |
| 2005   | 94.310                       | 22.444                       |
| 2006   | 98.748                       | 23.446                       |

Le tableau ci-dessus nous montre la progression impressionnante des naissances de mères originaires de l'Afrique subsaharienne. Alors qu'en 1977, celles-ci constituaient à peine 5 % du total des naissances de mère étrangère, ce pourcentage était passé à 24 % en 2006.
Récapitulatif Afrique subsaharienne :
|                                    | -- 1995 -- | -- 1996 -- | -- 1997 -- | -- 1998 -- | -- 1999 -- | -- 2000 -- | -- 2001 -- | -- 2002 -- | -- 2003 -- | -- 2004 -- | -- 2005- |
| ---------------------------------- | ---------- | ---------- | ---------- | ---------- | ---------- | ---------- | ---------- | ---------- | ---------- | ---------- | -------- |
| Pop. immigrée début d'année        |            |            |            |            | 393.611    |            |            |            |            |            | 582.000  |
| Pop. étrangère début d'année       |            |            |            |            | 283.824    |            |            |            |            |            | 421.000  |
| Naiss. de mère étrangère africaine | 12.804     | 12.424     | 12.439     | 13.537     | 14.861     | 16.153     | 17.883     | 19.128     | 20.013     | 21.452     | 22.444   |
| Immigration                        | 10.178     | 10.596     | 19.328     | 28.746     | 20.454     | 23.228     | 27.228     | 31.210     | 33.617     | 34.873     |          |
| Émigration                         |            |            |            |            |            |            |            |            |            |            |          |
| Naturalisations                    | 8.932      | 10.155     | 11.773     | 11.487     | 13.926     | 15.995     | 14.270     | 16.834     | 20.285     |            |          |

Pour le nombre des immigrés et étrangers en 1999, sources : INED et Migration Information Source

## Les acquisitions de nationalité
Ces dernières années, on note une forte augmentation des acquisitions de nationalité. La DPM (Direction de la population et des migrations) souligne que de 92 000 en 1995, le nombre d’étrangers acquérant la nationalité française est passé à 150 000 en 2000, avant de redescendre à 128 000 en 2002, comme en 2001. Le délai moyen d’instruction des demandes atteignait alors 16 mois. Un plan d’action portant notamment sur la simplification des procédures a été mis en œuvre en janvier 2003. Il a permis de réduire très fortement la masse des dossiers en attente à la sous-direction des naturalisations de la DPM et de ramener à un mois le délai d’instruction des dossiers. 
Le nombre des nouveaux Français par acquisition s’est élevé à 145 000 en 2003, 168 800 en 2004 et 154 827 en 2005. La baisse de 2005 est due à la chute de 37 % des acquisitions de la nationalité par mariage. Cela s'explique - tout du moins en partie - par un renforcement des délais légaux depuis 2003 (loi du 26 novembre 2003), visant à lutter contre l'acquisition frauduleuse de la nationalité par des mariages de complaisance,. Notons qu'en 2004, la France était le premier pays d’Europe pour le nombre de naturalisations en valeur absolue. En valeur relative par contre, les trois pays en tête du classement en 2002 étaient l'Autriche (36 400 acquisitions pour 8,3 millions d'habitants), la Belgique (33 800 acquisitions pour 10,4 millions) et les Pays-Bas (45 300 acquisitions pour 16,3 millions) . 
Depuis la fin des années 1990, les acquisitions de la nationalité française par décret représentent plus de la moitié de l’ensemble (60,2 % en 2004) et se composent essentiellement de naturalisations (dans 88,1 % des cas en 2004). Dans le même temps, les acquisitions à la suite d'un mariage ne cessent d’augmenter : 34 440 en 2004 contre 18 121 en 1995 et 26 056 en 2000. Au contraire, le nombre des déclarations anticipées de mineurs d'âge est resté stable autour de 30 000 acquisitions par an, entre 2002 et 2004. 
En 2004, sur six nouveaux Français, trois étaient originaires du Maghreb, un provenait d’un autre pays africain et un autre d’Asie (de Turquie le plus souvent). Au total plus de 80 % des acquisitions concernait une personne originaire d'Afrique ou d'Asie.
Depuis 2002, les acquisitions de nationalité par des personnes originaires de l'ancienne URSS et du continent américain augmentent fortement. La DPM confirme que l’augmentation est plus mesurée pour les ressortissants de l’Union européenne et pour ceux du Sud-Est asiatique, dont les effectifs restent très en deçà de leur niveau de la fin des années 1980.